# Albert David
Albert Eugène Marie David, né le 30 novembre 1896 à Liernais et mort le 14 décembre 1970 à Nice, est un sculpteur, statuaire, céramiste et décorateur français.

## Biographie
Élève de Jean Boucher à l'École des beaux-arts de Paris, Albert David expose, entre autres, au Salon des artistes français, au Salon des artistes décorateurs de 1926 à 1928 et au Salon d'automne de 1925 à 1929. 
Titulaire de la Médaille militaire et de la croix de guerre 1914-1918, il remporte le prix du département de la Seine ainsi que celui de la Ville de Paris. Il est surtout connu pour ses nombreux monuments aux morts : Précy-sous-Thil, Lux (Côte-d'Or), Belpech…
Céramiste à l'atelier Primavera pour les grands magasins du Printemps, il travaille aussi pour les Galeries Lafayette et la cristallerie de Baccarat. On lui doit aussi de nombreux bas-reliefs décoratifs tels La Recherche de l'or et des statues (Danseuse, bronze en cire perdue). Il réalise le remplacement du monument à Jean Macé (fondu durant la guerre) localisé place Armand-Carrel à Paris.